# Distrito de Turek
Turek (polaco: powiat turecki) es un distrito (powiat) del voivodato de Gran Polonia (Polonia). Fue constituido el 1 de enero de 1999 como resultado de la reforma del gobierno local de Polonia aprobada el año anterior. Limita con otros cinco distritos: al noroeste con Konin, al norte con Koło, al este con Poddębice, al sur con Sieradz y al suroeste con Kalisz; y está dividido en nueve municipios (gmina): uno urbano (Turek), dos urbano-rurales (Dobra y Tuliszków) y seis rurales (Brudzew, Kawęczyn, Malanów, Przykona, Turek y Władysławów). En 2011, según la Oficina Central de Estadística polaca, el distrito tenía una superficie de 929,43 km² y una población de 83 707 habitantes.